# Марко Симоновић (кошаркаш, 1999)
Марко Симоновић (Колашин, 15. октобар 1999) црногорски је кошаркаш. Игра на позицијама крилног центра и центра, а тренутно наступа за Бахчешехир.

## Каријера

### Клупска
Симоновић је кошарку почео да тренира у родном Колашину, у екипи Горштака. Касније је отишао у Италију где је и започео сениорску каријеру у екипи ПМС Монкалијери. Потом је одиграо сезону у другој италијанској лиги за Сијену. Сезону 2018/19. је, уз кратку позајмицу у Розету у Италији, играо за љубљанску Олимпију.
У јулу 2019. је потписао двогодишњи уговор са Мегом. У првој сезони у Меги, Симоновић је био трећи на листи најкориснијих играча у тренутку прекида Јадранске лиге због пандемије. На НБА драфту 2020. је одабран као 44. пик од стране Чикаго булса. У другој сезони у екипи Меге, бележио је у регионалном такмичењу 15,8 поена и 9 скокова уз просечан индекс корисности 19,2, па је заједно са саиграчем Филипом Петрушевим изабран у најбољу петорку лиге. Мега је у сезони 2020/21. стигла до финала Суперлиге Србије и Купа Радивоја Кораћа а Симоновић је у Суперлиги просечно бележио 13 поена и 9,1 скок по утакмици.
Дана 18. августа 2021. године је потписао уговор са Чикаго булсима.
У јулу 2023. потписао је двогодишњи уговор са Црвеном звездом. Другог јануара 2024. прослеђен је на полусезонску позајмицу у Бешикташ.

### Репрезентативна
Симоновић је играо за све млађе репрезентативне селекције Црне Горе. Први пут је позван у сениорски тим 2017. На Европском првенству за играче до 20 година које је одржано 2019. у Израелу у просеку је бележио 17,3 поена и 13 скокова.

## Успеси

### Појединачни
- Идеална стартна петорка Јадранске лиге (1): 2020/21.